# St. Mary's of Aransas
St. Mary's of Aransas est un port d'expédition qui desservait la côte du Golfe au Texas. La localité est désormais une ville fantôme située à proximité de Bayside dans le comté de Refugio, au Texas du Sud, aux États-Unis. La ville est, un temps, le siège du comté de Refugio

### Source de la traduction
- (en) Cet article est partiellement ou en totalité issu de l’article de Wikipédia en anglais intitulé « St. Mary's of Aransas, Texas » (voir la liste des auteurs).